# KNM Fridtjof Nansen (1930)
Pour les autres navires du même nom, voir KNM Fridtjof Nansen (homonymie).
Le KNM Fridtjof Nansen (1930) a été le premier navire des forces armées norvégiennes à être construit spécialement pour effectuer des tâches de garde côtière et de protection des pêcheries dans l’océan Arctique. Pendant la Seconde Guerre mondiale, il a servi dans la Marine royale norvégienne jusqu’à ce qu’il s’échoue en novembre 1940 sur un récif de l'île Jan Mayen.

## Construction
Le KNM Fridtjof Nansen a été construit sous le numéro de chantier 118 au chantier naval royal norvégien de Karljohansvern à Horten. Il fut lancé le 5 novembre 1930 et le commandant Ole A. Blom a assumé le commandement à partir du 29 mai 1931.

## Naufrage en 1933
Le 21 décembre 1933, le KNM Fridtjof Nansen quitta le port de Hammerfest pour se rendre dans sa zone de patrouille, dans l’est du comté de Finnmark. Alors qu’il passait par Vestervågen dans la municipalité de Måsøy, il s’échoua et coula la nuit suivante. Il fut renfloué l’année suivante et emmené à Horten pour y être réparé.

## Seconde Guerre mondiale

### Campagne de Norvège
Lorsque la guerre éclata en Norvège avec l’invasion allemande le 9 avril 1940, le KNM Fridtjof Nansen fut affecté au détachement du Finnmark du 3e district naval couvrant le nord de la Norvège. Lorsque l’invasion allemande a commencé, le KNM Fridtjof Nansen opérait depuis le port de Honningsvåg dans le Finnmark.

### Fuite à l’étranger
Après avoir survécu sans dommage à plusieurs attaques aériennes pendant la campagne de Norvège, le KNM Fridtjof Nansen est l’un des treize navires de la Marine royale norvégienne à rejoindre le Royaume-Uni, s’échappant vers l’ouest à la veille de la capitulation de la Norvège continentale, le 10 juin 1940. Le 8 juin 1940, il embarque à Tromsø le contre-amiral Henry Diesen, le ministre des Affaires étrangères Halvdan Koht et le général Carl Gustav Fleischer, ainsi que d’autres réfugiés,. Parmi ceux qui se sont échappés à bord du KNM Fridtjof Nansen, il y avait environ 20 à 25 réfugiés allemands antinazis. L’un des Allemands qui ont fui avec leur famille sur le KNM Fridtjof Nansen était le peintre dadaïste Kurt Schwitters.
Il arriva le 13 juin à Tórshavn, sur les îles Féroé, et appareilla le 16 juin à 6 h vers Rosyth en Écosse, en compagnie de six autres navires de guerre norvégiens. Les navires norvégiens ont été escortés depuis Tórshavn par le destroyer britannique HMS Veteran, le destroyer HMS Kelvin et deux chalutiers qui ont rejoint le convoi plus tard au cours du voyage. Après son arrivée à Rosyth le 18 juin, le KNM Fridtjof Nansen a subi des travaux pour le préparer à un service de guerre,.

### Service en exil
À partir du 29 août 1940, il est affecté comme patrouilleur en Islande pour renforcer les forces navales britanniques dans ce pays. Le 8 novembre, il s’échoua sur un rocher sous-marin (nommé par la suite Nansenflua) au large de la côte sud de l’île arctique norvégienne de l'île Jan Mayen et coula. Les 67 membres d’équipage ont tous survécu au naufrage,. Après la perte de leur navire, l’équipage atteint la terre ferme dans la péninsule d'Eggøya et se réfugie dans la station de radio norvégienne abandonnée sur Jan Mayen. L’équipage naufragé se prépara à envoyer un bateau en Islande pour chercher de l’aide, mais les secours sont arrivés avant que le bateau ne puisse partir. Le chalutier KNM Honningsvåg est arrivé d’Islande quatre jours plus tard, répondant aux messages de détresse que l’équipage avait envoyés avant d’abandonner le KNM Fridtjof Nansen. L’équipage a été ramené en Islande,.

## Commandants
- Ole A. Blom (1931- ?) ;
- Odd Isaachsen Willoch (?-?)